# Ernest G. Schachtel
Ernest George Schachtel (geboren 26. Juni 1903 in Berlin als Ernst Georg Schachtel; gestorben 28. November 1975 New York) war ein deutsch-amerikanischer Jurist, Rechtsanwalt und Psychoanalytiker. Er war zeitweise Mitarbeiter der Frankfurter Schule.

## Leben und Wirken
Ernest Schachtel wurde in Berlin geboren und wuchs dort in seiner jüdischen Familie zusammen mit seiner Schwester Charlotte auf. Sein Vater Franz Jacob Schachtel, ebenfalls Jurist (Justizrat) und aus Krotoszyn stammend, wollte, dass auch er Rechtsanwalt wird, obwohl Ernest sich mehr für Philosophie, Soziologie und Literatur interessierte. Seine Mutter war Flora Schachtel, geborene Isaacsohn. Seine Familie floh 1934 nach Israel.
Mit seiner ersten Ehefrau Anna Hartoch († 1944) aus Düsseldorf war er seit dem Jahre 1937 verheiratet (Hochzeit in New York). Beide hatten sich in Genf während ihrer Emigration kennengelernt. Dort studierte sie am Institut Jean-Jacques Rousseau (École des sciences de l’éducation) u. a. bei Jean Piaget, wo sie sich eingehend mit dem Rorschach-Testverfahren beschäftigte. Durch seine spätere Ehefrau kam Schachtel auch zum Rorschach-Test. Sie verstarb später in den Vereinigten Staaten an Lungenkrebs. Etwa acht Jahre nach ihrem Tod, ab dem Jahre 1952, war er mit der klinischen Psychologin Zeborah Schachtel, geborene Süssholtz (1925–2018), verheiratet.
Von 1921 bis 1925 studierte er an den Universitäten Berlin, Frankfurt am Main und Heidelberg. Im Jahre 1925 wurde er dort zum Doktor der Jurisprudenz promoviert. Schachtel praktizierte acht Jahre lang als Rechtsanwalt, bis er von Anhängern des Nationalsozialismus 1933 in einem Gefängnis in Spandau inhaftiert und hiernach in ein frühes Konzentrationslager willkürlich interniert wurde. Nach seiner Freilassung floh er im Dezember des gleichen Jahres nach England und im April 1934 in die Schweiz. Von 1934 bis zum Jahre 1935 war er für den Besprechungsteil der Zeitschrift für Sozialforschung verantwortlich, arbeitete als Assistent am Institut für Sozialforschung (vormals Frankfurt am Main) und studierte Psychologie.
Im Jahre 1935 emigrierte er nach New York, wo er eine psychoanalytische Ausbildung erhielt. Von 1937 an praktizierte er in seiner eigenen psychoanalytische Praxis. Schachtel arbeitete den Rest seines Lebens als Psychoanalytiker mit Schwerpunkt auf dem Rorschach-Test-Verfahren. Zu diesem von Hermann Rorschach ursprünglich entwickelten projektiven Testverfahren führte Schachtel vielfältige Untersuchungen, unter anderem auch mit seiner ersten Ehefrau, mit unterschiedlichen Altersgruppen durch; ein Standardwerk aus seinen Untersuchungen ist das Experiential Foundations of Rorschach's Test (1966).
Er blieb mit seinen Überlegungen in der psychoanalytischen Vereinigung relativ isoliert.
Vom Jahre 1938 an war Schachtel Mitarbeiter am Institute of Social Research an der Columbia University in New York. Aufgrund seiner juristischen Ausbildung war er von 1939 bis 1948 auch an der School of Law der Harvard University als Gutachter tätig. Weitere Lehrtätigkeiten waren ein Lektorat, von 1942 bis 1948, an der New School for Social Research sowie an der Washington School of Psychiatry in der Zeit von 1947 bis 1955.
Von 1946 an lehrte er über zwanzig Jahre am William Alanson White Institute of Psychiatry, Psychoanalysis and Psychology in New York, einem Zweig der Washington School of Psychiatry, wo er vierzehn Jahre ein Postdoc-Programm für Psychologie betreute. 1961 wurde Schachtel als Adjunct Professor der Psychologie an die New York University berufen. Sein Hauptforschungsgebiet war die Entwicklungspsychologie. Er war auch Mitarbeiter von Erich Fromm – etwa bei der Studie Arbeiter- und Angestellten-Erhebung (1929/1931), – den er aus den Heidelberger Studienzeiten kannte und mit dem ihm eine enge Freundschaft verband. Auch mit weiteren Neopsychoanalytikern waren seine erste Ehefrau und er verbunden, laut Susan Quinn (2019) trafen sich Erich Fromm, Karen Horney regelmäßig mit dem Ehepaar zu gemeinsamen Wochenendausflügen; so am Lake Tahoe, Monhegan Island, später auch in Horneys Landhaus in Croton-on-Hudson. Die Beziehung zwischen Karen Horney und Erich Fromm distanzierte sich, und letztlich auch ihre Verbindung zu Ernest Schachtel, dessen Verhältnis zu Erich Fromm aber unbehelligt blieb. Erich Fromm und Karen Horney standen sich, nach ihrer Emigration in die USA, bis 1941 sehr nahe.
Schachtel starb Ende November 1975 im Lenox Hill Hospital in New York an den Folgen eines Herzleidens.
Er wohnte zuletzt in 315 West 106th Street, Upper West Side, Manhattan.

## Leistungen
In seinen Arbeiten, insbesondere in den Metamorphosis: New Light on the Conflict of Human Development and the Development of Creativity. (1959) (sinngemäß deutsch „Umwandlung oder Verwandlung: Ein neuer Blick auf den Konflikt in der menschlicher Entwicklung und der Kreativitätsentfaltung.“), beschäftigte sich Schachtel mit den Grundlagen der Sinneserfahrung und den Beziehungen zwischen den Empfindungen und Emotion oder Affekten.
Auf diesen Grundlagen aufbauend suchte er einen theoretischen Rahmen für Wahrnehmung, Gedächtnis und Denken in Beziehung zur Entwicklung finden.
Schachtel reflektiert, in dieser Schrift, über viele Überlegungen und theoretische Implikationen aus der klassischen Freudschen Psychoanalyse, darunter dem Lust- und Realitätsprinzip, die Beziehungen von Trieb und Affekt sowie die Natur und Ursachen der infantilen Amnesie.
Schachtel bezieht sich dabei allgemein auf die psycho-physische Entwicklung hin zum erwachsenen Menschen und in Anbetracht des enormen Umfangs dieses Themas, beschränkt er sich in seinem Text auf einige entscheidende Faktoren bei der Entwicklung, so den Emotionen, der Wahrnehmung, der Aufmerksamkeit und des Gedächtnisses. Dabei betrachtet er diese aus der Perspektive einer umfassenderen Fragestellung, eben zur menschlichen Entwicklung.
Eine Hypothese Schachtels ist, das Freud eine negative Sichtweise entwickelte, so etwa in der Hypothese den Spannungsabbau als Lust anzusehen. So entwickele ein Kind seine Sinne und Fähigkeiten nicht nur, um der schmerzhaften Realität auszuweichen, sondern wage sich tatsächlich hinaus, um der Realität mit Neugier, Eifer und Freude zu begegnen.
Ätiologisch sah er in der Frustration dieses Strebens nach Selbstverwirklichung, die Ursache, die zur (seelischen) Krankheit führe und nicht wie es Freud formulierte, in der Frustration über die Notwendigkeit, in einen erregungslosen Zustand zurückzukehren. Das Kind genieße seine aktiven Entdeckungs- und  Explorationsfähigkeiten, wird dabei aber allzu oft durch die kulturellen Anforderungen (Milieu), die ihm von wichtigen Bezugspersonen, Eltern, Erziehern und anderen übermittelt werden, konterkariert, vereitelt und zerstört.
Auf jeder Entwicklungsstufe gebe es eine Einbettung in das soziale Milieu. Dabei müssen menschliche Bindungen aufgelöst werden, wenn das heranwachsende Kind zur nächsten Stufe in ein anderes Milieu vordringt. Da ist zuerst die Einbettung im Mutterleib, dann die Mutter-Kind-Bindung. Darauf folgen die Eltern (Familie)-Kind-Bindungen, die in komplexer Weise durch die Kultur und später im Sozialsystem ersetzt werden.
Während orthodoxe Freudianer die Triebreduktion und bzw. die Dynamik in der Dichotomie von Lust- und Unlust-Erfahrung als die grundlegende Prämissen ansehen, schlug Schachtel den Begriff des „Einbettungsaffektes“ (englisch embeddedness affect) vor, um die Bedürfnisbefriedigung zu erklären. Mit dem Begriff des „Aktivitätsaffektes“ (activity affect) versuchte er die positiven Erfahrungen von Freude und Erregung zu erklären. Er versuchte auch aufzuzeigen, wie sich Verhalten einfacher durch Sinnes- oder Wahrnehmungserfahrungen entlang einer allozentrischen-autozentrischen (allocentric-autocentric) Dimension erklären ließe, als durch die Freudschen Konstrukte, die auf den erogenen Zonen oder Lustzonen der Schleimhaut (Triebtheorie) basieren.

## Werke (Auswahl)
- Metamorphosis; New light on the development of affect, perception, attention, and memory. Basic Books, New York 1959
- On Memory and Childhood Amnesia. In: Psychiatry, 10, 1, S. 1-6, doi:10.1080/00332747.1947.11022620 (freudians.org [PDF]) S. 128–136.
- Experiential Foundations of Rorschach’s Test. Tavistock Publications, GB 1967 (Studies in Existentialism and Phenomenology). Erstpublikation Basic Books, New York 1966; Neuauflage: Routledge 2001, ISBN 978-0-88163-354-2 mit einem Vorwort von John Kerr.
- Some notes on fire-setters and their Rorschach tests. Medical Journal Press, Monticello NY 1943.
- Escape from Freedom. In: Zeitschrift für Sozialforschung, 1941, 9, S. 491–495.
- On Alienated Concepts of Identity. In: Journal of Humanistic Psychology, 1961, Vol 1, Issue 1, doi:10.1177/002216786100100112
- Subjective definitions of the Rorschach test situation and their effect on testperformance. In: Psychiatry, 1945, 8, S. 419–448.
- zusammen mit Anna Hartoch Schachtel: The Curve of Reaction in the Rorschach Test. In: American Journal of Orthopsychiatry, 1937, 7, S. 320–348.
- zusammen mit Anna Hartoch: Original Response and Type of Apperception in Dr. Beck’s Rorschach Manual. In: Rorschach Research Exchange, 1937, 2, S. 70–72.
- zusammen mit Anna Hartoch, Franklin Day: A Rorschach Study of a Defective Delinquent. In: Journal of Criminal Psychopathology, 1940, 2, S. 62–79.